# Mocsai Tamás
Mocsai Tamás (Budapest, 1978. december 9. –) magyar válogatott kézilabdázó, olimpikon.
Tíz évesen kezdett el kézilabdázni a német Lemgo csapatában, mellyel 1998-ban EHF-kupát nyert. Pályafutása során több német Bundesliga-klubnál, illetve Svájcban is szerepelt, utolsó szezonját az MKB Veszprém színeiben játszotta 2014-ben. 2016-tól a balatonboglári Nemzeti Kézilabda Akadémia ügyvezetője, 2014-től 2024-ig Felsőmocsolád polgármestere volt. Mocsai Lajos fia, két kisgyermek édesapja.

## Pályafutása
A magyar férfi kézilabda-válogatottban 190 mérkőzésen 439 gólt szerzett. A német Bundesliga, valamint svájci klubok után 2014-ben az MKB-MVM Veszprém játékosa lett. Ugyanebben az évben visszavonult a kézilabdától. A 2014-es, majd a 2019-es magyarországi önkormányzati választáson független jelöltként Felsőmocsolád polgármesterének választották. 2014 novemberében súlyos autóbalesetet szenvedett.

## Sikerek
- Magyar bajnok: 2000
- Magyar kupa-győztes: 2001
- KEK-döntős: 2000
- KEK-elődöntős: 2002

## Díjai, elismerései
- Magyar Arany Érdemkereszt (2012)